# Vermeil (couleur)
Pour les articles homonymes, voir Vermeil.
Vermeil est un terme littéraire pour désigner des rouges vifs, un peu moins orangés que l'incarnat et proches du rouge cerise, et, par synecdoque un rouge en général. L'adjectif vermeil s'accorde en nombre et en genre : « une bouche vermeille ».
Cette généralisation du sens fait, qu'en général, vermeil ne figure pas plus que rouge tout court dans les nuanciers, à moins qu'il ne s'agisse d'un produit imitant le vermeil, métal doré.
Vermeil est attesté dès le XIIe siècle ; il dérive du latin vermiculus, une teinture rouge obtenue à partir de la cochenille kermes vermilio parasite du chêne Kermès ; mais la couleur vermeille s'est vite détachée de cette teinte carminée.